# Liste der Monuments historiques in Eteimbes
Die Liste der Monuments historiques in Eteimbes führt die Monuments historiques in der französischen Gemeinde Eteimbes auf.

## Liste der Objekte
| Bezeichnung                             | Beschreibung                                     | Standort                        | Kennzeichnung | Schutzstatus | Datum | Bild |
| --------------------------------------- | ------------------------------------------------ | ------------------------------- | ------------- | ------------ | ----- | ---- |
| Gemälde Martyrium des heiligen Pantalus | Ölfarbe auf Leinwand, Mitte des 19. Jahrhunderts | in der Kirche St-Pantale (Lage) | PM68001042    | Inscrit      | 1987  |      |